# 루브릭 (교육)
루브릭(Rubric)은 학습자가 과제를 수행할 때 나타내는 반응을 평가하는 기준의 집합이다. 보통 항목별·수준별 표로 구성되며, 표의 각 칸에는 어떤 경우에 그 수준에 해당되는지를 상세히 기술되어 있다. 1990년대에 미주 지역에서 기존의 지필 평가를 대체하기 위해 수행 평가가 등장하면서 루브릭이 개발되기 시작했다.
'루브릭이라는 용어는 라틴어인 'rubrica(영어로 "Red Earth" 의미에서 유래하였는데 중세기에는 다양한 형식의 문서에 붉은 색 잉크로 표시를 하는 것을 의미하였다. 이 시기에 법률문서에 붉은 색으로 표시해서 법조문의 표제 부분을 가리키기도 하였는데 이것이 변화해서 간단하면서도 권위적인 규정이나 규칙을 의미하게 되었다. 루브릭은 간단하게 정의하면 학습자의 학습 결과물이나 성취 정도를 평가하기 위하여 사용하는 명세화되고 사전에 공유된 기준이나 가이드라인이라고 할 수 있다. 이 가이드 라인에는 학습자의 수행 역량이 수행 수준별로 (최우수, 우수, 보통, 미흡, 매우 미흡 등), 평가 영역별로 세분되어 제시된다. 루브릭은 학습자의 학습 활동이나 프로젝트에 대하여 실제적인 점수산정이 가능하도록 학습물이나 학습자가 성취한 수준을 결정하는 평가 가이드라인과 평정척도(rating scale)를 제공한다.
루브릭은 구성주의적 관점에서 학습자의 수행을 평가할 때 효과적인 평가 도구로 인정받고 있을 뿐만 아니라 루브릭을 통하여 학습자들은 학습 결과로 무엇이 구체적으로 요구되는지 파악할 수 있다. 다시 말해 루브릭은 평가자들에게는 평가 시 활용할 수 있도록 각각의 수행 수준의 특징에 대한 정보를 명세화하여 제공하며, 학습자에게는 자신들이 어느 정도의 수준인지에 대해 분명한 피드백을 제공하여 향후 수행 능력을 위하여 무엇이 필요한 지에 대하여 분명하게 알 수 있게 해준다. 더 나아가 루브릭을 통하여 학습자들은 스스로 평가 과정에 참여할 수 있게 되어 학습의 초점이 무엇인지 분명히 알고 자기 주도적으로 학습할 수 있게 되는 것이다.
루브릭이 효과적이려면 수행 역량을 전체적으로 조망하고 각각의 수행 수준에 맞추어서 세분하고 자세하게 묘사해야 한다. 루브릭을 제작하는 과정은 먼저, 정확하게 무엇을 평가할 것인지 확인하고, 평정 척도와 점수 분포를 분명히 한 후 각각의 수행 수준에 대해 그 수행 수준의 독특한 특징을 편견 없이 서술해야 한다. 마지막은 검토 단계로서 수행 수준의 연속성을 제대로 고려하고 있는지, 동일한 기준을 적용하고 있는지, 수행 수준 간의 구별은 명확한지, 각 수행 수준에 대한 점수 부여는 신뢰성이 있는지를 검토하여 수행한다.